# ンカイ
ンカイ（フランス語: Nkayi）はコンゴ共和国ブエンザ県の町である。人口は104,083人（2023年国勢調査速報結果）で、国内では4番目に多い。

## 交通

### 鉄道
- コンゴ・オセアン鉄道

### 空港
- ユーカンガッシ空港（英語版）

### 道路
- 国道1号線 (コンゴ共和国)